# Mohnatîn, Cernihiv
Mohnatîn (în ucraineană Мохнатин) este localitatea de reședință a comunei Mohnatîn din raionul Cernihiv, regiunea Cernihiv, Ucraina.

## Demografie
Componența lingvistică a localității Mohnatîn
     Ucraineană (96,08%)
     Rusă (3,92%)
Conform recensământului din 2001, majoritatea populației localității Mohnatîn era vorbitoare de ucraineană (96,08%), existând în minoritate și vorbitori de rusă (3,92%).